# Muzeum Rolnictwa w Kairze
Muzeum Rolnictwa w Kairze – muzeum w Kairze, stolicy Egiptu. Powstało w 1938 roku.

## Historia
Decyzję o powstaniu muzeum, które miało pokazać historię rolnictwa w Egipcie od czasów prehistorycznych do czasów współczesnych, podjęto w listopadzie 1930 roku. Na siedzibę wybrano pałac księżnej Fatimy, córki Khedive'a Ismaila. Na wybór wpłynął fakt, że znajduje się on w pobliżu egipskiego Ministerstwa Rolnictwa, które jest jego właścicielem. Pałac został przystosowany na potrzeby muzeum.
Fasada starego pałacu została ozdobiona rycinami i innymi ozdobnymi dekoracjami roślin i zwierząt, a dobudowane budynki, które pełnią różne funkcje, zostały zaprojektowane w stylu oryginalnego pałacu. Tereny muzeum zajmują około 125 tysięcy metrów kwadratowych. Ponad 15% tej powierzchni zajmują ogrody, w których można zobaczyć okazy różnych kwiatów i roślin, w tym dwa ogrody faraonów. W parku znajduje się również ogród botaniczny z palmami, kwiatami, rzadkimi roślinami i szklarniami.
Same budynki zajmują 20 tysięcy metrów kwadratowych. Muzeum posiada salę kinową, salę wykładową, bibliotekę, warsztaty do naprawy, konserwacji, balsamowania, konserwowania i przechowywania. Powstanie muzeum nadzorował jego pierwszy dyrektor, Węgier Ivan Nagy.
Otwarcie nastąpiło 16 stycznia 1938 roku i było to pierwsze tego typu muzeum na świecie.

## Struktura
Muzeum to właściwie zbiór 7 ekspozycji rozrzuconych po kilku budynkach.
Na pierwszym piętrze głównego budynku można zobaczyć makiety pokazujące styl życia w Egipcie, w tym rzemiosło, takie jak tkanie, tapicerstwo, koszykarstwo, a także obyczaje obserwowane na weselach, w kawiarniach i na targowiskach. Jedną z najciekawszych scen jest procesja weselna z udziałem panny młodej na grzbiecie wielbłąda odbywająca się w rytm muzyki. Drugie piętro poświęcone jest naturalnemu egipskiemu życiu w wiejskim otoczeniu i zobaczymy tam eksponaty zabalsamowanych zwierząt, ptaków i motyli wszystkich gatunków.

### Muzeum chleba
Pokazuje historię chleba w Egipcie od czasów starożytnych. Można zobaczyć stare zdjęcia pokazujące różnych aspekty rolnictwa: zdjęcia chłopów, wylewów, narzędzi rolniczych. W głównej sali muzeum można zobaczyć wszystkie rodzaje pieczywa, które jedzą mieszkańcy różnych regionów Egiptu.  Między nimi najpopularniejszy egipski wypiek (patty Meshaltet). Pokazywane są również mapy i statystyki pokazujące rozwój chleba.

### The Arab World Hall
Można tu zobaczyć syryjskie tradycje. Powstała ona w latach sześćdziesiątych XX wieku na zlecenie zmarłego prezydenta Gamala Abdela Nassera, aby pokazać egipsko-syryjską jedność. Przez około 5 lat istniał związek między tymi dwoma krajami Egiptem i Syrią, tworzącymi Zjednoczoną Republikę Arabską.

### The Flora Museum
To muzeum, w dwupiętrowym budynku, gromadzi florę Egiptu, w tym eksponaty różnego rodzaju roślin uprawnych i roślin uprawianych w Egipcie. Na parterze muzeum eksponowane są różne odmiany pszenicy, jęczmienia, kukurydzy, ryżu, cebuli i czosnku. Podczas gdy na drugim piętrze znajdują się eksponaty, w tym włókna, produkty naftowe, rośliny strączkowe, pasze, trzcina cukrowa, tytoń i warzywa ogrodowe.

### Museum of Art Collections (Muzeum Wystaw Artystycznych)
To muzeum zostało założone w celu zebrania różnych eksponatów, które były przechowywane w magazynach Muzeum Rolnictwa w Kairze. Zostało otwarte w 2002 roku. Wystawy prezentują wiele cennych dzieł sztuki, które zostały stworzone przez kilku artystów egipskich i nie egipskich, w tym rzadką kolekcję portretów byłej rodziny królewskiej Egiptu.

### Muzeum Bawełny
W budynkach Targów Bawełny, które odbyły się w 1887 roku w Kairze powstało pierwsze Muzeum Bawełny pokazujące rolę bawełny egipskiej w drugiej połowie XIX wieku. Gdy w 1961 roku rozebrano budynki targów, muzeum tymczasowo przeniesiono do sąsiednich magazynów. W 1986 roku zostało ono  przeniesione do hali wystawienniczej w Muzeum Rolnictwa. Pokazuje historię bawełny w Egipcie i na świecie. Na wystawie znajdują się manuskrypty i dekrety legislacyjne wydane w sprawie bawełny, antyczne haftowane tkaniny, ilustracje, informacje i próbki wszystkich botanicznych odmian na świecie, od wymarłych do najnowszych. Niezliczone modele ilustrują metody uprawy i procesy przędzenia, tkania, farbowania i wykańczania. Na parterze znajduje się rzadka kolekcja zagranicznych odmian bawełny, zbierana od 1934 roku. Znajdziemy tam nasiona bawełny z USA, Rosji, Indii, Grecji, Hiszpanii, Malty, Tanganiki, Cejlonu, Cypru, Sudanu, Japonii, Iraku, Syrii, Mozambiku, Togo i Portoryko.

## Lokalizacja i zwiedzanie
Muzeum znajduje się w znanej dzielnicy Dokki w Kairze przy Wezaret El Zeraa St. Jest czynne od wtorku do niedzieli: 9.00-14.00. 
W czerwcu 2017 roku pojawiły się informacje, że Ministerstwo Rolnictwa zamierza przekształcić część terenów Muzeum w tereny rozrywkowe.